# Доказательства геноцида армян

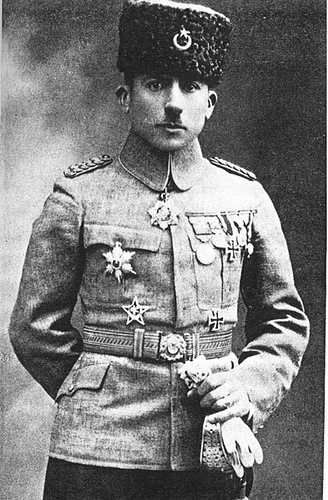
Рафаэль де Ногалес Мендес (1879—1936), венесуэльской офицер служивший в османской армии и описавший массовые убийства в своей книге

Доказательства геноцида армян — комплекс документов, свидетельств и результатов исследований, подтверждающий факт совершения геноцида армян в 1915 году в Османской империи.
Аргументы в пользу того, что кампания против армян носила систематический и централизованный характер, базируются на многочисленных свидетельствах нетурецких очевидцев (консулов, военнослужащих, медсестер, учителей, миссионеров), показаниях турецких чиновников и оставшихся в живых армян. Утверждение об организации целенаправленного уничтожения армян вошло в итоговое обвинение на судебном процессе против лидеров младотурок. На сегодня не предоставлено никаких документов из турецких архивов, как-либо свидетельствующих о целенаправленности уничтожения армян, что, возможно, объясняется уничтожением этих документов или действующей на сегодня в Турции цензурой. Недоказанными или фальшивыми считаются так называемые телеграммы Талаата, опубликованные в 1920 году. Оригиналы телеграмм отсутствуют, однако анализ, проведённый Дадряном, показывает, что содержимое этих телеграмм косвенно подтверждается материалами процесса против лидеров младотурок. Освобожденные армянами территории заселялись мухаджирами из Фракии или Болгарии, которые не могли бы добраться до Киликии и турецкой Армении без организационной помощи и планирования, что также служит аргументом, свидетельствующим о соучастии очень высоких официальных кругов в программе уничтожения армян.

## Немецкие источники
С точки зрения полноты и достоверности немецкие источники являются наиболее надежными, поскольку Германия была союзником Османской империи в Первой мировой войне.
Ещё в 1896 году в Германии тема уничтожения армян Абдул Гамидом обсуждалась столь широко, что Иоганнес Лепсиус, возглавивший протесты общественности, был самым популярным человеком в Германии. Германские чиновники из политических соображений не принимали участие в защите армян. Тем не менее давление общественности вынуждало их действовать: посол Ганс фон Ваннергейм вынужден был призвать Берлин предотвратить репрессии против армян и выступить их защитником. Министра иностранных дел Готлиба фон Ягова это интересовало в последнюю очередь, и всё же европейский резонанс заставил его принять участие в защите армянского населения. Созданное в Германии «Немецко-армянское общество» должно было информировать общественность о состоянии армян в Турции. Общество собрало множество выдающихся немцев: в их числе были четыре генерала, лидеры двух либеральных партий рейхстага, крупные представители деловых, академических и протестантских кругов. Поддержку Обществу высказали художник Макс Либерман, социолог Георг Зиммель, нобелевский лауреат Рудольф Эйкен и Томас Манн, в списке спонсоров значились редакторы трех ведущих ежедневных газет. После начала Первой мировой войны Немецко-армянское общество начало испытывать затруднения. Для организации протурецкой пропаганды был привлечен мелкий журналист Эрнст Якх, обладавший значительным даром саморекламы. После вступления турок в войну они были представлены немецкой общественности как братья по оружию и спасители. Якх рекламировал Османскую империю как «территорию толерантности». В апреле 1915 года находящиеся в Османской империи немцы стали свидетелями массовых убийств, а Якх, через Ганса Хумана, общего с Энвером друга, был в курсе политики Иттихад. Тем не менее и в июне, когда консул Италии в Трапезунде упал в обморок, став свидетелем творившегося ужаса, Якх начал готовить публикацию книги «Толерантность Ислама»
.
Пытавшимся информировать мировое сообщество миссионерам было запрещено пользоваться почтой, их телефоны и телеграфы были конфискованы. Представителям нейтральных стран было запрещено шифровать почту, это право осталось только у союзников Османской империи — Германии и Австро-Венгрии. Когда германский консул попытался включить в отчет описание погрома в Мараше 14 апреля, посол Ваннергейм заявил, что не примет его, пока не получит обещание, что материал останется скрыт от общественности. Тем не менее уже 17 июня Ваннергейм, основываясь на целом ряде источников, пришел к твердому выводу, что депортация армян обусловлена не только военными целями и цель её — уничтожение армян в турецкой империи. Ваннергейм сообщил, что Талаат открыто высказывался о том, что Порта использует войну для очистки территории страны от христиан. Особенно информативными были донесения консула в Алеппо, который получил выговор за поддержку армян, и консула в Мосуле и Ване, который после отказа министерства иностранных дел компенсировать ему деньги на помощь голодающим армянам кормил их за свой счет.
Таким образом до середины 1915 года донесения немецких официальных лиц лишь повторяли заявления официальной турецкой пропаганды об армянском восстании и о помощи османских должностных лиц переселяемым армянам. С середины июня официальные донесения начинают содержать точные данные о количестве выселяемых армян и о методах их депортации. Многие немецкие чиновники — посол Ваннергейм, Меттерних, Кулман, их заместители и немецкие консулы в Адане, Мосуле и Алеппо характеризуют позицию турецких властей и Талаата как «вопиющую ложь» (нем. krasse Lugen). Эти донесения были предназначены исключительно для внутреннего использования, что исключало пропаганду или искажение информации. Немецкая документация включает в себя отчеты консулов и вице-консулов из эпицентров убийств, документы немецких офицеров, служивших в османской армии, в том числе и в «Особой организации», а также свидетельства за авторством немецких послов и их заместителей, близко знакомых с руководством Иттихад и османской разведки. Так, немецкий полковник Странге (нем. Stange), командир отряда «Особой организации», в секретном докладе сообщает, что армяне были уничтожены в соответствии с давно задуманным планом. Он же, а также посол Ваннергейм, консулы Трапезунда и Алеппо, сообщают о специально выпущенных уголовниках для убийств армян. Послы Меттерних, Кульман и несколько консулов неоднократно отмечали контроль региональных представителей Иттихад над кампанией массовых убийств в провинциях, а также отмечали огромный масштаб мародерства и грабежей. В донесениях немецкие чиновники, описывая ситуацию, регулярно используют термины истребление, уничтожение, изгнание (нем. Ausrottung, Vernichtung, Exterminierung) и сообщают, что целью депортации было полное уничтожение армянского населения Турции.

## Американские источники
До 1917 года США придерживались нейтральной позиции и их политика не представляла угрозы Османской империи, что позволяло им держать большое количество консульских работников в османских регионах. Длительные контакты между армянами и американцами, связанные с миссионерской и коммерческой деятельностью, а также бегство значительного количества османских армян в США, привело к тому что Госдеп США был подробно информирован о происходящих событиях. Важнейшим американским источником являются донесения и мемуары посла Генри Моргентау. В своих отчетах Моргентау неоднократно сообщает о систематическом и всеобщем изгнании и уничтожении армян. В августе 1916 года Моргентау сменил Абрам Элкур, донесения которого показывают, что руководство империи всячески препятствовало доставке гуманитарной помощи умирающим от голода армянам. Многочисленные сообщения сети консульских учреждений, расположенных в ключевых городах Османской империи, содержат информацию о депортациях и убийствах армян и показания турецких чиновников о том, что это было запланированной кампанией уничтожения. О систематическом характере уничтожения армян свидетельствовали также американские миссионеры.

## Турецкие источники
Большая часть турецких источников, в том числе личные документы лидеров Иттихад, были уничтожены согласно официальным распоряжениям во время их бегства из Турции в 1918 году. Архивы Специальной Организации были уничтожены одним из её лидеров, Эсрефом Кускубаси (тур. Esref Kuscubasi). Тем не менее часть турецких документов по геноциду армян сохранилась. Наиболее важными являются архивы военного трибунала 1919—1920 годов. В результате расследования массового убийства армян трибунал пришёл к заключению, что эти убийства были запланированы и санкционированы верхушкой партии Иттихад. Протоколы допросов содержат многочисленные свидетельства турецких официальных лиц, подтверждающих такое намерение. Турецкие парламентские дебаты 1918 года по убийствам армян содержат аналогичные свидетельства. Также существует множество мемуаров, подтверждающих запланированное уничтожение армян. Так, популярный турецкий историк Ахмед Рефик (тур. Ahmed Refik (Altinay)), служивший на командных должностях в департаменте османского генерального штаба, в мемуарах «Два комитета, два преступления» подробно описывает уничтожение армян и заявляет, что целью Иттихад было уничтожение армян. Командующий третьей османской армией генерал Вехиб (тур. Vehib), принявший командование в 1916 году и расследовавший убийства армян с помощью военно-полевого суда, заявил, что убийства были проведены в рамках преднамеренной программы.

## Позднейшие расследования
Убийства армян в Османской империи рассматривались несколькими международными организациями. В 1984 году «Постоянный трибунал народов» признал действия Османской империи геноцидом
. К аналогичному выводу в 1997 году пришла Международная ассоциация исследователей геноцида.
В 2001 году совместная турецко-армянская комиссия по примирению обратилась в «Международный центр по вопросам правосудия переходного периода» для независимого заключения, являются ли события 1915 года геноцидом. В начале 2003 года МЦППП представил заключение, что события 1915 года попадают под все определения геноцида и употребление этого термина полностью оправдано
.
В 2019 году Ватикан раскрыл засекреченные документы о геноциде армян.